# Fetih 1453
Fetih 1453 este un film epic istoric turcesc din 2012 regizat de Faruk Aksoy. În rolurile principale joacă actorii Devrim Evin, Dilek Serbest, Ibrahim Celikkol.

## Prezentare
Filmul prezintă evenimentele din jurul cuceririi Constantinopolului din 1453  de către sultanul otoman Mehmet al II-lea.

## Actori
- Devrim Evin - Mehmet al II-lea
- İbrahim Çelikkol - Ulubatlı Hasan
- Dilek Serbest - Era
- Recep Aktuğ - Constantin al XI-lea
- Erden Alkan - Çandarlı Halil Pasha
- Raif Hikmet Çam - Akșemseddin
- Erdoğan Aydemir - Urban
- Sedat Mert -  Zaganos Pasha
- Namık Kemal Yiğittürk - Molla Hüsrev
- Öner As - Molla Gürani
- Halis Bayraktaroğlu - Kurtçu Doğan
- Ali Rıza Soydan - Papa Nicolae al V-lea
- Șahika Koldemir - Gülbahar
- İlker Kurt - Murad al II-lea